# Usman II (Marynidzi)
Abu Said Usman II (arab. أبو سعيد عثمان بن يعقوب = Abu Said Usman ibn Jakub; ur. 1275, zm. 1331) – sułtan Maroka z dynastii Marynidów, syn sułtana Abu Jusufa Jakuba.

## Życiorys
Usman II wstąpił na tron w 1310 roku po śmierci sułtana Abu ar-Rabiji (wnuka jego brata Abu Jakuba Jusufa). Przeszedł do historii jako władca słaby militarnie, jednak za jego rządów wzniesiono w Maroku wiele budowli. W samym Fezie zbudowano wówczas kilka medres, dzięki czemu miasto to wyrosło w XIV stuleciu na ważny ośrodek naukowy w Maghrebie.
Działalność budownicza sułtana świadczy o ogromnym rozkwicie gospodarczym Maroka za jego rządów. Abu Said Usman II wspierał także potomków dynastii Idrysydów, żeby zalegitymizować i wzmocnić władzę Marynidów. Za rządów jego syna Alego I dynastia osiągnęła szczyt swojej potęgi.